# Station Glina
Station Glina is een spoorwegstation in de Poolse plaats Glina.